# ويليام بروس وود
ويليام بروس وود هو سياسي كندي، ولد في 11 يونيو 1848 في أبردينشاير في المملكة المتحدة، وتوفي في 19 مارس 1928 في مونتريال في كندا. حزبياً، نشط في الحزب الليبرالي في أونتاريو ‏. وقد انتخب عضو برلمان مقاطعة أونتاريو.